# ريوتوف
ريوتوف (بالروسية: Реутов) هي إحدى مدن روسيا في الكيان الفدرالي الروسي موسكو أوبلاست.

## أعلام
- ماريا سوتسكوفا